# Mitterteich
Mitterteich (baw. Miederdeich) – miasto w Niemczech, w kraju związkowym Bawaria, w rejencji Górny Palatynat, w regionie Oberpfalz-Nord, w powiecie Tirschenreuth, siedziba wspólnoty administracyjnej Mitterteich. Leży w Lesie Czeskim, około 10 km na północny wschód od Tirschenreuth, przy autostradzie A93, drodze B15, B299 i linii kolejowej do Waldsassen.

## Współpraca
Miejscowość partnerska:
- Cheddleton, Wielka Brytania

## Galeria

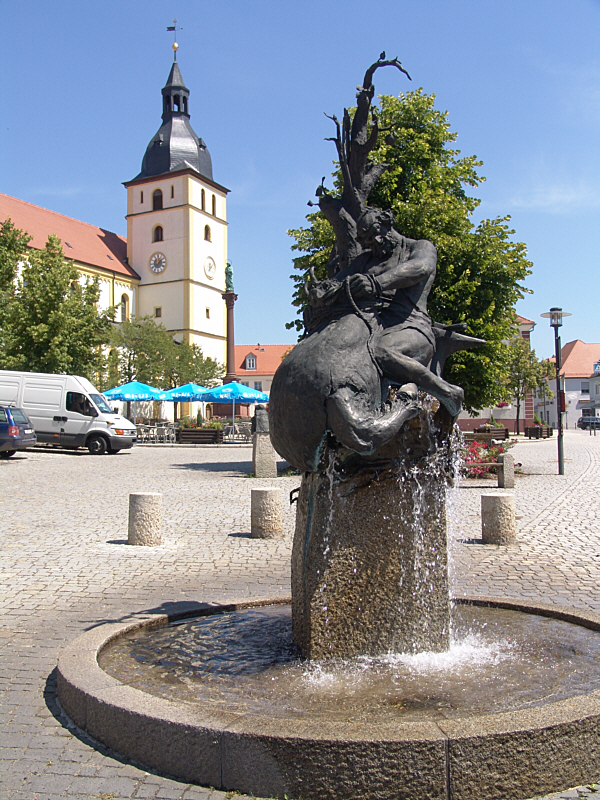
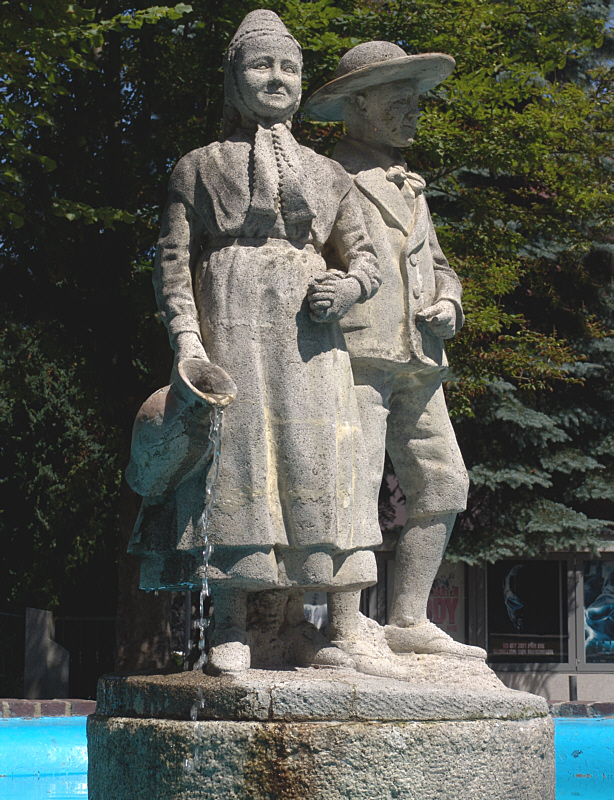
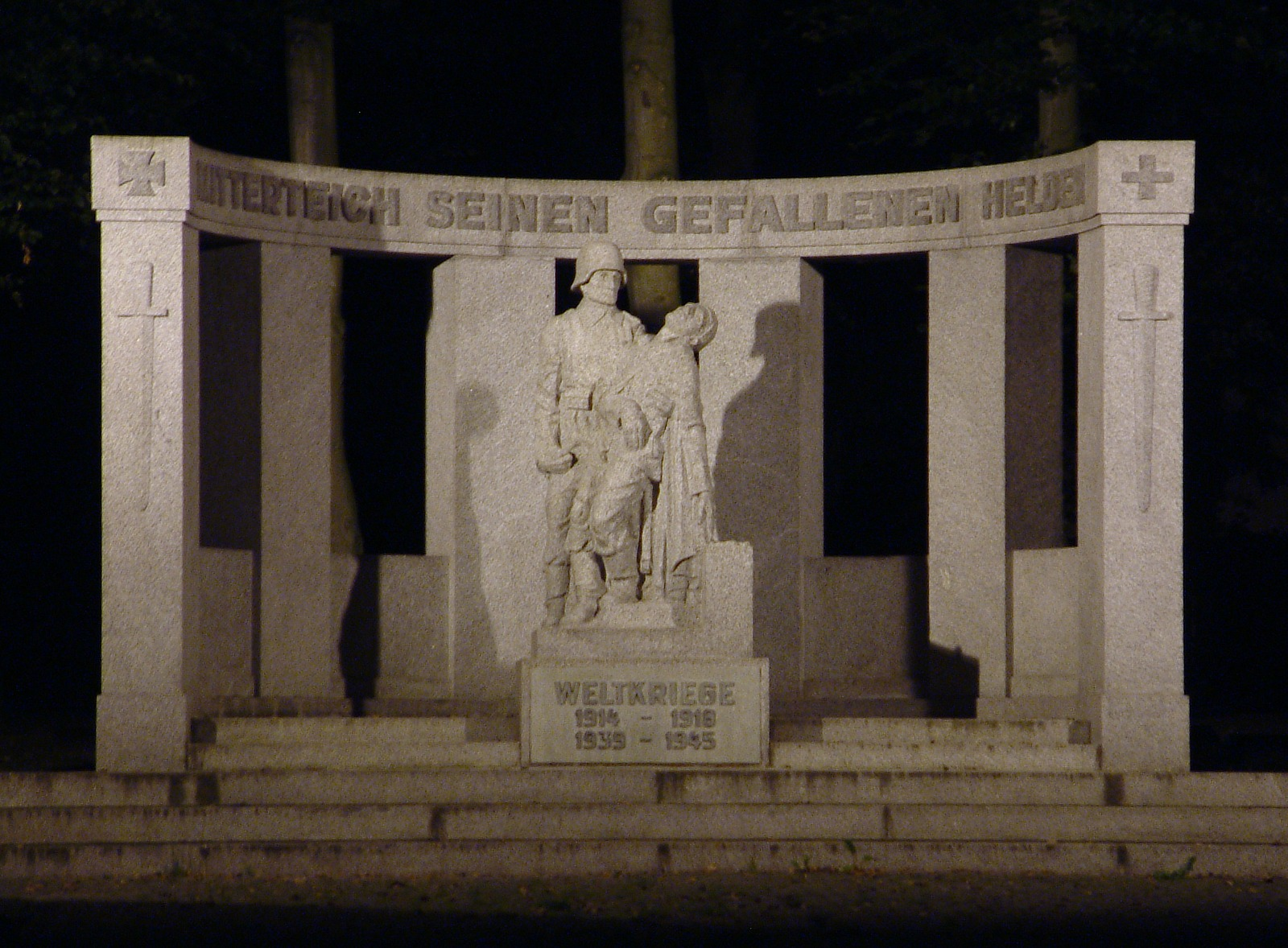